# Percy Williams Bridgman
Percy Williams Bridgman (ur. 21 kwietnia 1882 w Cambridge, Massachusetts; zm. 20 sierpnia 1961 w Randolph, New Hampshire) – amerykański fizyk, laureat Nagrody Nobla w dziedzinie fizyki (1946) za wymyślenie aparatury do wytwarzania skrajnie wysokich ciśnień oraz za odkrycia, których dzięki temu dokonał w dziedzinie fizyki wysokich ciśnień.

## Życiorys
Rozpoczął studia na Harvard University w roku 1900, od 1910 roku zaczął tam także uczyć, otrzymując profesurę w roku 1919. W roku 1905 rozpoczął badania różnych procesów fizycznych w warunkach ekstremalnych ciśnień, napotkał jednak wiele problemów spowodowanych awariami używanych przez niego urządzeń, a także faktem, że istniejące metody wytwarzanie wysokich ciśnień pozwalały na uzyskanie zaledwie 3000 kg/cm². Zaprojektowane i zbudowane przez niego urządzenia pozwoliły na uzyskanie ciśnień rzędu 100 000 kg/cm².
Prowadził także badania nad przewodnictwem prądu w metalach i budową kryształów.

## Publikacje (wybór)
Jest autorem książek:
- Dimensional Analysis (1922)
- The Logic of Modern Physics (1927)
- The Physics of High Pressure (1931)
- The Thermodynamics of Electrical Phenomena in Metals (1934)
- The Nature of Physical Theory (1936)
- The Intelligent Individual and Society (1938)
- The Nature of Thermodynamics (1941)
- Reflections of a Physicist (1950)
- Collected Experimental Papers (1964, 7 tomów)

## Odznaczenia, nagrody, wyróżnienia
Wykaz według www.nndb.com:
- Rumford Prize (1917),
- Elliott Cresson Medal (1932),
- Comstock Prize (1933),
- H. W. Bakhuis Roozeboom Medal (1933),
- Research Corporation Award (1937),
- Nobel Prize for Physics (1946),
- Bingham Medal for Rheology (1951),
- konsultant General Electric (1955),
- członkostwo American Association for the Advancement of Science,
- członkostwo American Academy of Arts and Sciences,
- członkostwo American Philosophical Society,
- American Physical Society, przewodniczący (1942),
- członek zagraniczny Indian Academy of Sciences,
- członkostwo American Institute of Physics,
- członkostwo American National Academy of Sciences (1918),
- członek zagraniczny Royal Society,
- członkostwo American Washington Academy of Sciences.

Na cześć Percy’ego Bridgmana nazwano także krater księżycowy Bridgman (☾ 43,5°N 137,1°E/43,500000 137,100000, średnica 80 km) i minerał bridgmanit.